# Holopogon guttulus
Holopogon guttulus är en tvåvingeart som först beskrevs av Christian Rudolph Wilhelm Wiedemann 1821.  Holopogon guttulus ingår i släktet Holopogon och familjen rovflugor. Inga underarter finns listade i Catalogue of Life.